# NGC 1668
NGC 1668 est une immense galaxie lenticulaire relativement éloignée et située dans la constellation du Burin. NGC 1668 a été découverte par l'astronome britannique John Herschel en 1837.

## Caractéristiques
Sa vitesse par rapport au fond diffus cosmologique est de 10 051 ± 100 km/s, ce qui correspond à une distance de Hubble de 148 ± 10 Mpc (∼483 millions d'al).
Avec un diamètre de plus de 650 années-lumière, soit presque six fois celui de la Voie lactée, on peut considérer que NGC 1668 est une galaxie géante, comme l'indique la base de données NASA/IPAC en ajoutant les lettres cD à sa classification.